# Poběžovice (nádraží)
Poběžovice (dříve Ronšperk, německy Ronsperg) je železniční stanice ve východní části města Poběžovice v okrese Domažlice v Plzeňském kraji nedaleko potoka Pivoňka. Leží na neelektrizovaných jednokolejných tratích Staňkov–Poběžovice a Domažlice – Planá u Mariánských Lázní.

## Historie
Stanice byla otevřena 15. října 1893 společností Místní dráha Staňkov - Horšův Týn - Ronšperk v rámci budování železničního spojení ze Staňkova, kudy od roku 1861 procházela Česká západní dráha (BWB) spojující Bavorsko, Plzeň a nádraží na Smíchově, přes Horšovský Týn do Poběžovic. Nově postavené nádraží zde vzniklo jako koncová stanice, dle typizovaného stavebního vzoru. 1. srpna 1910 zprovoznila společnost Místní dráha Domažlice-Tachov železniční spojení Tachova přes Bor s Domažlicemi podél bavorské hranice, napojující se též na existující železnici Planá-Tachov v obci Pasečnice.
Provoz na obou tratích zajišťovaly od zahájení Císařsko-královské státní dráhy (kkStB), po roce 1918 Československé státní dráhy (ČSD), místní dráhy byly zestátněny roku 1925.

## Popis
Nacházejí se zde tři jednostranná nekrytá úrovňová nástupiště, k příchodu na nástupiště slouží přechody přes koleje.